# 筆跡球
墨球又叫笔迹球，是在Windows Vista中新增的一项電腦游戏，包含在入门版、家庭基本版、家庭高級版、商業版、企業版和旗艦版中，最初是出现在Windows XP Tablet PC Edition 2005中。遊戲玩法為使用手写板或滑鼠，藉由畫線讓球直接進入相應顏色的洞中。在Windows XP Tablet PC Edition中，需要灵活地使用手写板，而鼠标指针在游戏窗口中是隐藏的，不过按两下Alt键，鼠标指针就会出现在游戏窗口中。在Windows Vista中，该游戏也可用鼠标操作。
在Windows 7中该游戏被删除。

## 规则
在限定的时间内将球通过墨迹的遮挡打入同色的洞口，墨迹在遮挡一次后会消失；带颜色的砖块只有用相同颜色的球才能打碎。如果时间用完，或有球打进非相同颜色的洞内，游戏立刻结束。

## 记分
| 球的颜色 | 得分 |
| -------- | ---- |
| 灰色     | 0    |
| 红色     | 200  |
| 蓝色     | 400  |
| 绿色     | 800  |
| 金色     | 1600 |

## 提示
- 如果时间用完，或有球打进非相同颜色的洞内，或者你调整了游戏难度，游戏立刻结束。
- 灰色是一个特殊的颜色，灰色球可以打进任何颜色的洞中，任何球都可以打进灰色球洞，但不会得分。
- 球的反射与光的反射定律类似。
- 墨迹在遮挡一次后会消失，所以一笔墨迹只能影响一个球。
- 随着关卡的增加，难度会增大，这具体表现在球速的增加，球和洞数量的增加，包括游戏盘的布局。

## 外部連結
- （英文）Microsoft InkBall and PowerToys for Tablet PC
- （英文）Windows XP Tablet PC Edition 2005: Tools to Use with Your Tablet PC